# ماریو اسکوبار
ماریو اسکوبار (اسپانیایی: Mario Escobar‎؛ زادهٔ ۱۹ سپتامبر ۱۹۸۶) داور فوتبال اهل گواتمالا است. وی از سال ۲۰۱۳ در مسابقات بین‌المللی قضاوت میکند.